# Minnette Vári
Minnette Vári (sinh năm 1968) là một nghệ sĩ người Nam Phi được biết đến chủ yếu nhờ các video cài đặt của cô. Sinh ra ở Pretoria, Vári học mỹ thuật tại Đại học Pretoria nơi cô lấy bằng thạc sĩ. Cô sống và làm việc tại Johannesburg.

## Công việc
Vári đã trưng bày tác phẩm của mình từ đầu những năm 1990, tham gia vào các triển lãm nhóm như là Biennale lần thứ hai (1997), Venice Biennale (2001 và 2007), và Biennale lần thứ 10 của Havana (2009). Các triển lãm cá nhân của cô bao gồm một triển lãm cá nhân chuyên khảo tại Bảo tàng Nghệ thuật Lucerne, Thụy Sĩ (2004), Vigil tại Elga Wimmer Gallery, New York (2007), Chimera tại Basel Art Unlimited (2003) và gần đây nhất là Bài hát khai quật tại Phòng trưng bày Goodman tại Johannesburg (2013). Từ năm 1998 Vári đã làm việc chủ yếu với các phương tiện truyền thông kỹ thuật số và các dự án video quy mô lớn, thường bao gồm các yếu tố hiệu suất bằng cách đưa cơ thể của chính mình vào phương tiện truyền thông được làm lại và các đoạn phim tài liệu lịch sử. Ngoài ra, Vári thường xuyên sản xuất một loạt các bức vẽ và tranh vẽ được liên kết theo chủ đề với các dự án video của cô. Tác phẩm của cô đã được liên kết với các triển lãm và hội nghị khám phá các chủ đề về bản sắc và cơ thể, quá trình chuyển đổi, chính trị, thần thoại, chấn thương và lịch sử. Tác phẩm của cô đã được thảo luận trong các ấn phẩm như Thành phố nghệ thuật của tương lai, Nghệ thuật Nam Phi bây giờ và 10 năm 100 Nghệ sĩ, Nghệ thuật ở Nam Phi Dân chủ.